# Rym Breidy
Rym Saidi Breidy (nhũ danh Saidi) (tiếng Ả Rập: ريم بريدي) (sinh ngày 21 tháng 6 năm 1986 tại Tunis) là một topmodel quốc tế và nữ diễn viên người Tunisia.

## Sự nghiệp
Rym Breidy (nhũ danh Saidi) bắt đầu sự nghiệp với tư cách là một người mẫu vào năm 2003 sau khi giành chiến thắng tại Elite Model Look Tunisia. Năm 2006, cô đã giành được phiên bản đầu tiên của chương trình thực tế Ả Rập MISSION FASHION trên LBC TV dưới sự giám sát của nhà thiết kế thời trang Lebanon Elie Saab. Năm 2007, cô ký hợp đồng với quản lý người mẫu lớn ở Paris và ngày nay được đại diện bởi MP Model  Cô cũng được đại diện bởi các người mẫu Profile ở London, quản lý người mẫu nữ ở Milan, MP Management tại Paris, One.1 quản lý tại thành phố New York, mô hình Munich ở Đức, MP Mega ở Miami.
Ở Ý, cô được công nhận sau chiến dịch của mình cho WIND (Ý) với diễn viên hài người Ý Giorgio Panariello và sau đó xuất hiện với tư cách là mẹ thiên nhiên  (madre natura)  trong chương trình truyền hình Ý Ciao Darwin.

### Đại sứ du lịch cho Tunisia
Tại Tunisia, Breidy đã tham gia vào các chiến dịch giúp thúc đẩy ngành Du lịch của đất nước. Cô cũng là gương mặt đại diện cho công ty du lịch Tunisia Traveltodo từ năm 2013.

#### Tranh cãi năm 2015
Tuy nhiên, vào năm 2015, sự tham gia trong tương lai của cô với công ty và các chiến dịch du lịch khác, đã bị đặt câu hỏi về những bình luận mà cô đưa ra trên một đài phát thanh nơi cô thừa nhận rằng trước đây cô đã ngăn bạn bè đến thăm Tunisia do sự bất ổn chính trị hiện tại của đất nước và các mối đe dọa an ninh. Nêu rõ những điều sau đây;
"Họ không có gì để làm ở Tunisia. Chúng tôi không thể mời mọi người vào điều kiện không an toàn như vậy. . . Chúng ta không thể khiến cuộc sống của những người khác gặp nguy hiểm "'
Quản lý chung của Traveltodo đã trả lời bằng cách tuyên bố rằng những nhận xét của cô là không phù hợp, bởi vì chúng làm giảm uy tín du lịch của Tunisia và hình ảnh của nó trên phạm vi quốc tế. Do đó, sự liên kết hình ảnh của cô với Traveltodo bây giờ sẽ bị nghi ngờ.

## Cuộc sống cá nhân
Từ năm 2008, Breidy đã cư trú tại Milan. Cô cũng đã học kinh tế và khoa học toán học bán thời gian. Vào ngày 16 tháng 7 năm 2017, cô kết hôn với người dẫn chương trình truyền hình Lebanon Wissam Breidy tại Milan. Cặp đôi gặp nhau vào mùa thứ tư của phiên bản tiếng Ả Rập của loạt phim truyền hình thực tế Dancing With The Stars năm 2016.
Vào ngày 22 tháng 3 năm 2018, cô tuyên bố đang mang thai đứa con đầu lòng. Một cô gái tên Bella Maria Breidy sinh ngày 8 tháng 9 năm 2018.